# Barteria nigritana
Barteria nigritana är en passionsblomsväxtart som beskrevs av Joseph Dalton Hooker. Barteria nigritana ingår i släktet Barteria och familjen passionsblomsväxter. Inga underarter finns listade i Catalogue of Life.

## Bildgalleri

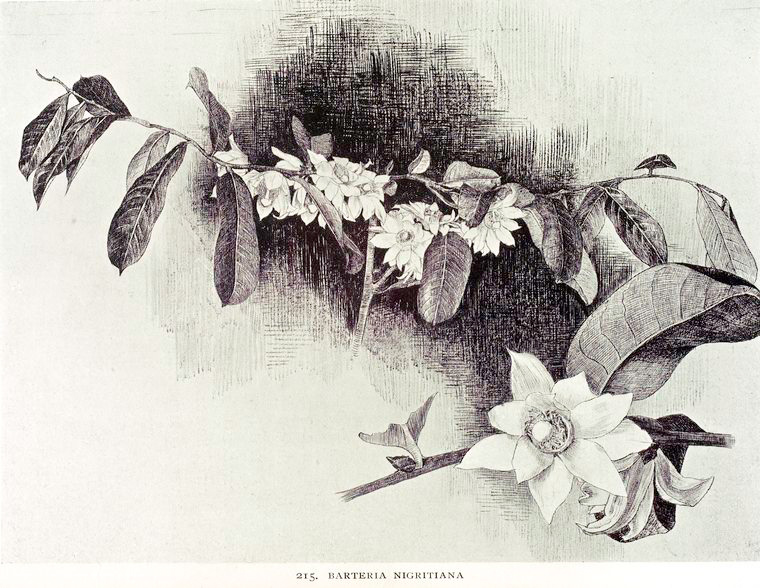